# Crinifer
Crinifer là một chi chim trong họ Musophagidae.

## Hình ảnh

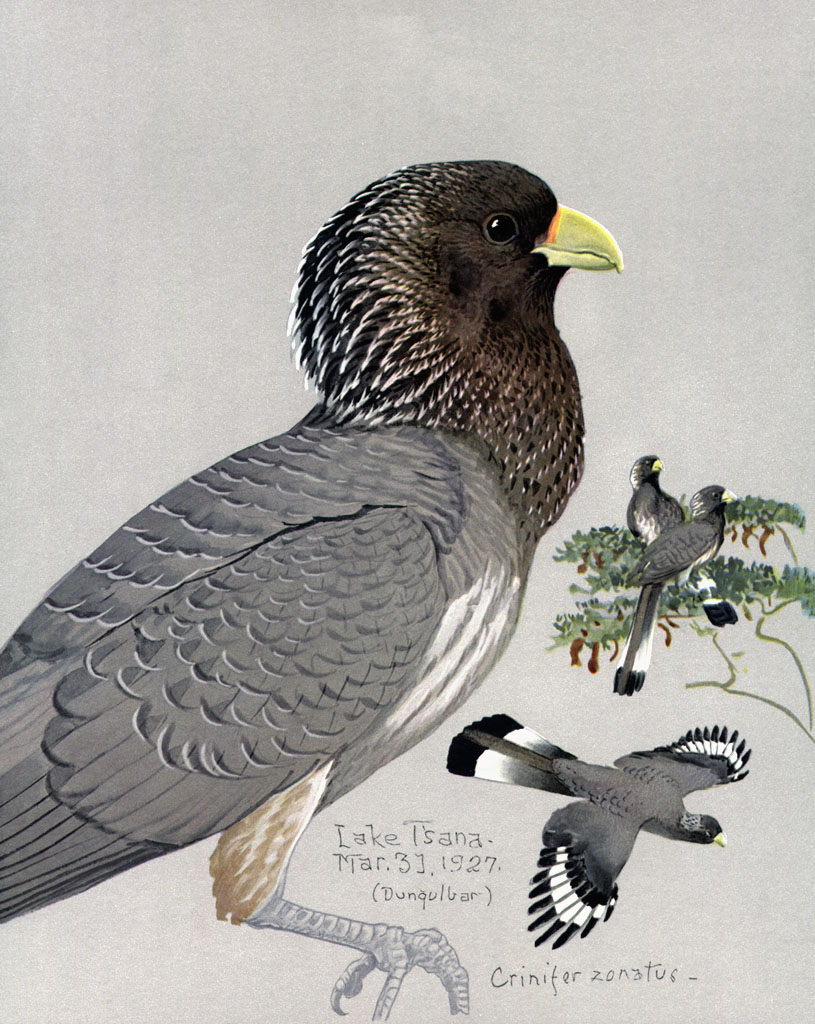
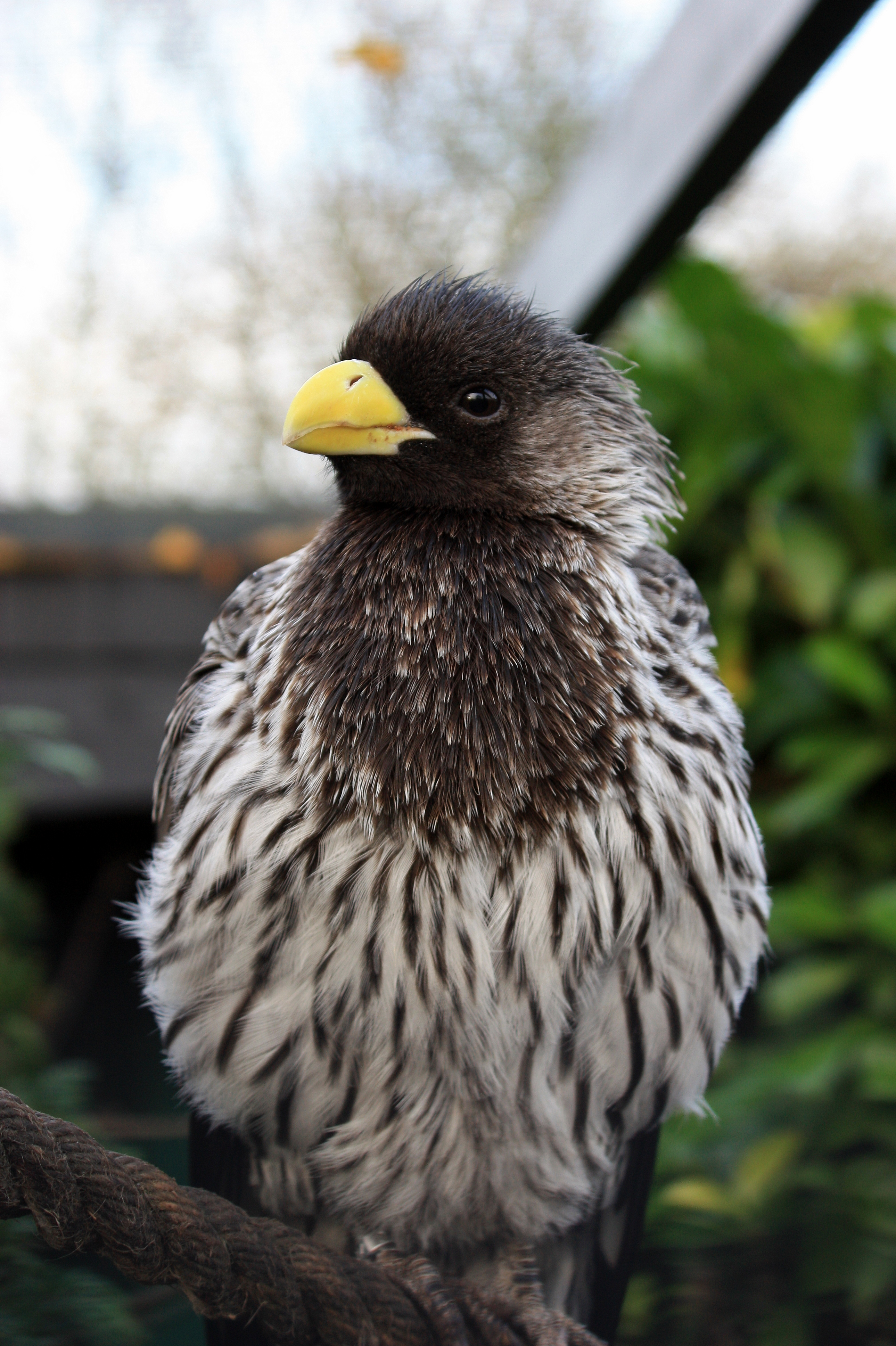
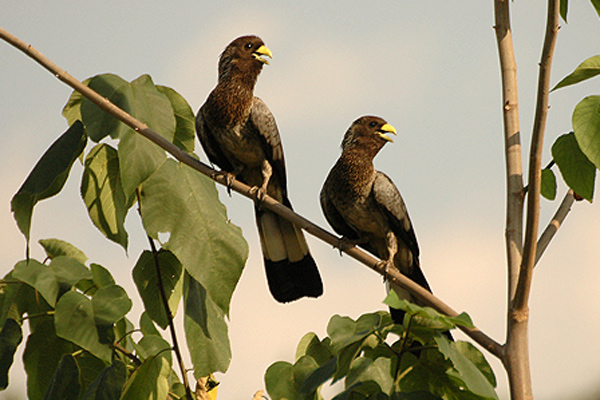
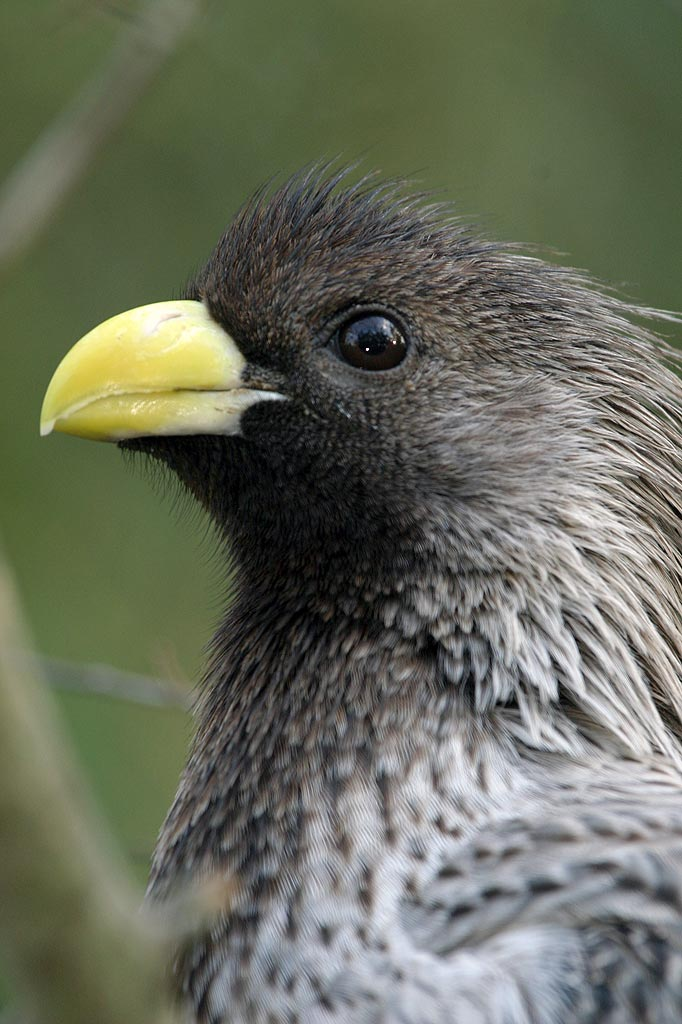

## Các loài
- Crinifer piscator
- Crinifer zonurus